# Gene Tunney
Gene Tunney (geboren als James Joseph Tunney; * 25. Mai 1897 in Greenwich Village, New York City, USA; † 7. November 1978 in Greenwich, Connecticut, USA) war US-amerikanischer Boxer und unumstrittener Schwergewichts-Boxweltmeister von 1926 bis 1928. Tunney wird als erster wahrer „Techniker“ im Boxring bezeichnet.

## Profikarriere
Tunney begann 1915 mit dem Profiboxen. Seine einzige Niederlage erlitt er 1922 im Halbschwergewicht nach Punkten gegen den aus dem Mittelgewicht stammenden Harry Greb, der ihm in der ersten Runde die Nase brach. Er besiegte Greb später allerdings mehrfach.
Im Schwergewicht schlug er 1924 Georges Carpentier k. o. und war der einzige, der Tommy Gibbons vorzeitig besiegen konnte.
Bei seinem WM-Sieg nach Punkten am 23. September 1926 über Schwergewichtslegende  Jack Dempsey waren zahlreiche Zuschauer im Stadion von Philadelphia enttäuscht darüber, dass es nicht wie gewohnt ein heftiger Schlagabtausch, sondern eher ein taktischer Kampf aus der Distanz war. Der Kampf ging über zehn Runden.
Der Rückkampf, ebenfalls ein Zehnrunder, fand am 22. September 1927 auf dem Soldiers Field in Chicago statt. Tunney boxte Jack Dempsey erneut aus, aber dieser schickte Tunney in der siebten Runde mit einer Kombination zu Boden. Doch vergaß Dempsey, sich nach dem Niederschlag in die neutrale Ecke zu begeben, weshalb das Anzählen deutlich verzögert wurde. Tunney konnte den Kampf fortsetzen, Dempsey in der achten Runde niederschlagen und nach Punkten gewinnen, doch entstand der Mythos des „Long Counts“ (wörtlich: langes Anzählen), da Tunney knapp 15 Sekunden am Boden war und viele daher Dempsey als Gewinner sahen.
1928 trat Gene Tunney zurück. Damit war er der zweite Schwergewichtsweltmeister, der als amtierender Titelträger ungeschlagen zurücktrat.
Der erste war James J. Jeffries (1875–1953). Nach seiner siebten erfolgreichen Titelverteidigung trat er am 13. Mai 1905 zurück.
Der dritte, dem dies auch gelang, war Rocky Marciano 1956.
1990 fand Tunney Aufnahme in die International Boxing Hall of Fame.

## Sonstiges
Er heiratete Polly Lauder, die Erbin des Stahlmagnaten Andrew Carnegie. Sie hatten vier Kinder. Sein Sohn John Varick war von 1970 bis 1976 Senator für Kalifornien.
Tunney war eng mit dem österreichischen Kammersänger Otto Edelmann befreundet.